# Kościół w Criewen
Kościół w Criewen (niem. Dorfkirche Criewen) – luterańska świątynia parafialna znajdująca się w niemieckim mieście Schwedt/Oder, w dzielnicy Criewen. 
Siedziba parafii Criewen (niem. Kirchengemeinde Criewen) należącej do wspólnoty parafialnej Schwedt (niem. Pfarrsprengel Schwedt) i okręgu kościelnego Uckermark (niem. Kirchenkreis Uckermark).

## Historia
Badania archeologiczne wskazują na istnienie wendyjskiego cmentarza w okolicach obecnego kościoła, co pozwala datować tę świątynię na lata po 1250 roku. Wzniesiono ją na miejscu poprzedniego kościoła z końca XII wieku. Pierwotnie była filią parafii we Flemsdorfie, kościołem parafialnym została po przejęciu przez luteran. Budynek został zniszczony podczas wojny trzydziestoletniej i odbudowany w latach 1668–1692. W 1816 miejscowość przejął Otto von Arnim, który nakazał zburzyć wieś i przenieść ją na wschód. Świątynia pozostała w pierwotnej lokalizacji, w latach 1830–1833 wzniesiono szachulcową wieżę i schodkowy szczyt, a w 1856 – zachodnią kaplicę. Kościół wyremontowano w latach 1968–1970 i odrestaurowano w latach 2003–2006, m.in. przywrócono dawną kolorystykę elewacji.

## Architektura
Świątynia neogotycka, jednonawowa, wzniesiona z kamienia polnego. Wnętrze zdobi barokowy ołtarz główny z wbudowaną amboną autorstwa Christiana Kiela z 1713 roku. Piaskowcową chrzcielnicę wykonano w roku 1668. Na wieży zawieszony jest dzwon z 1300, drugi instrument pękł w roku 1888. Na północ od drzwi wejściowych zainstalowano cynową tablicę upamiętniającą powódź z 1736 roku. Organy powstały w 1880 w warsztacie Wilhelma Remlera z Berlina, przeniesiono je w 1894 z rozebranego kościoła w Altglienicke. W prezbiterium pochowano członków rodu von Stegelitzów. Zachodnią kaplicę zdobi herb rodu Arnimów oraz witraże z 1856 pochodzące Królewskiego Instytutu Witraży w Berlinie-Charlottenburgu.

## Galeria

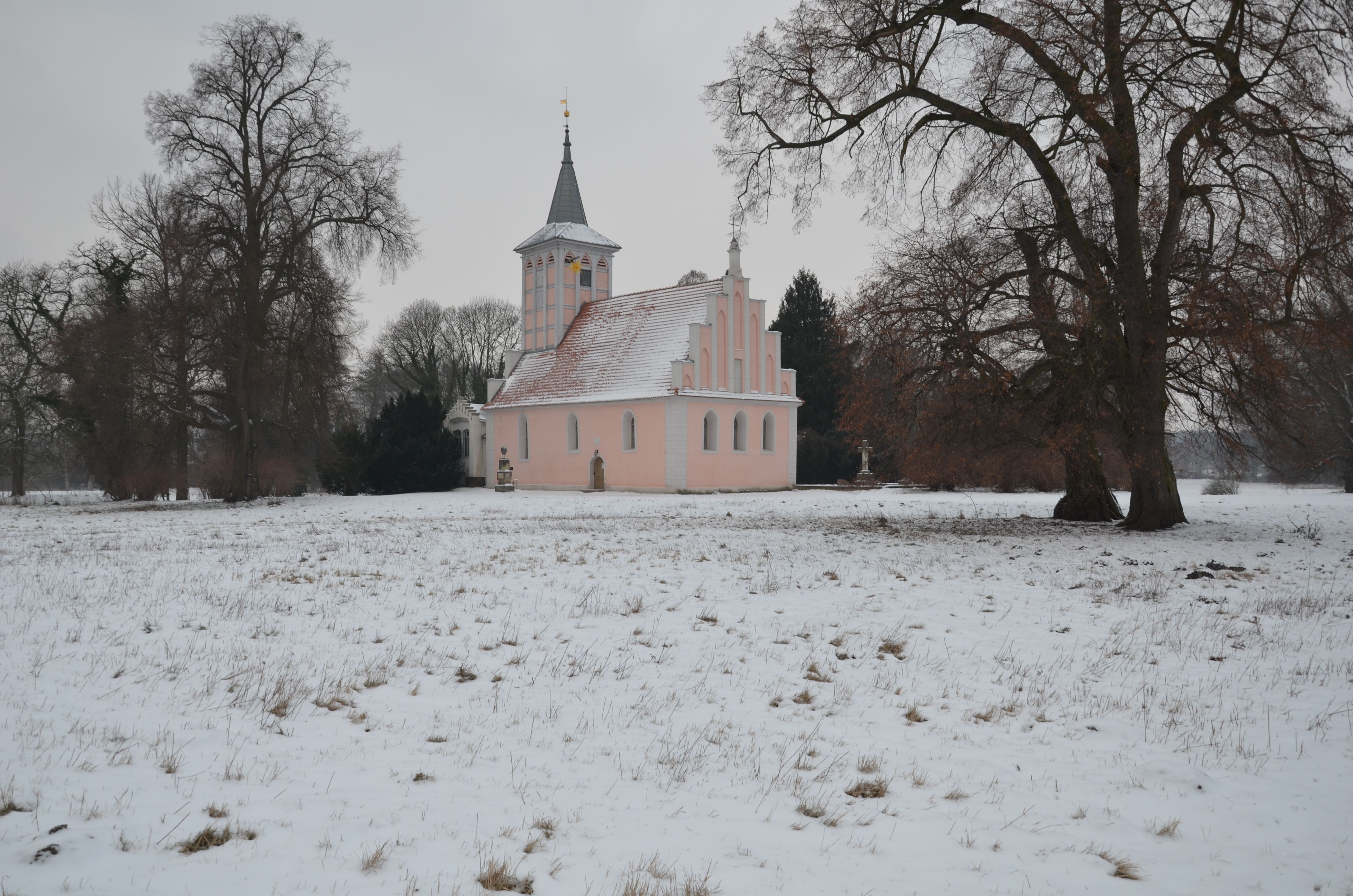
Widok z zachodu
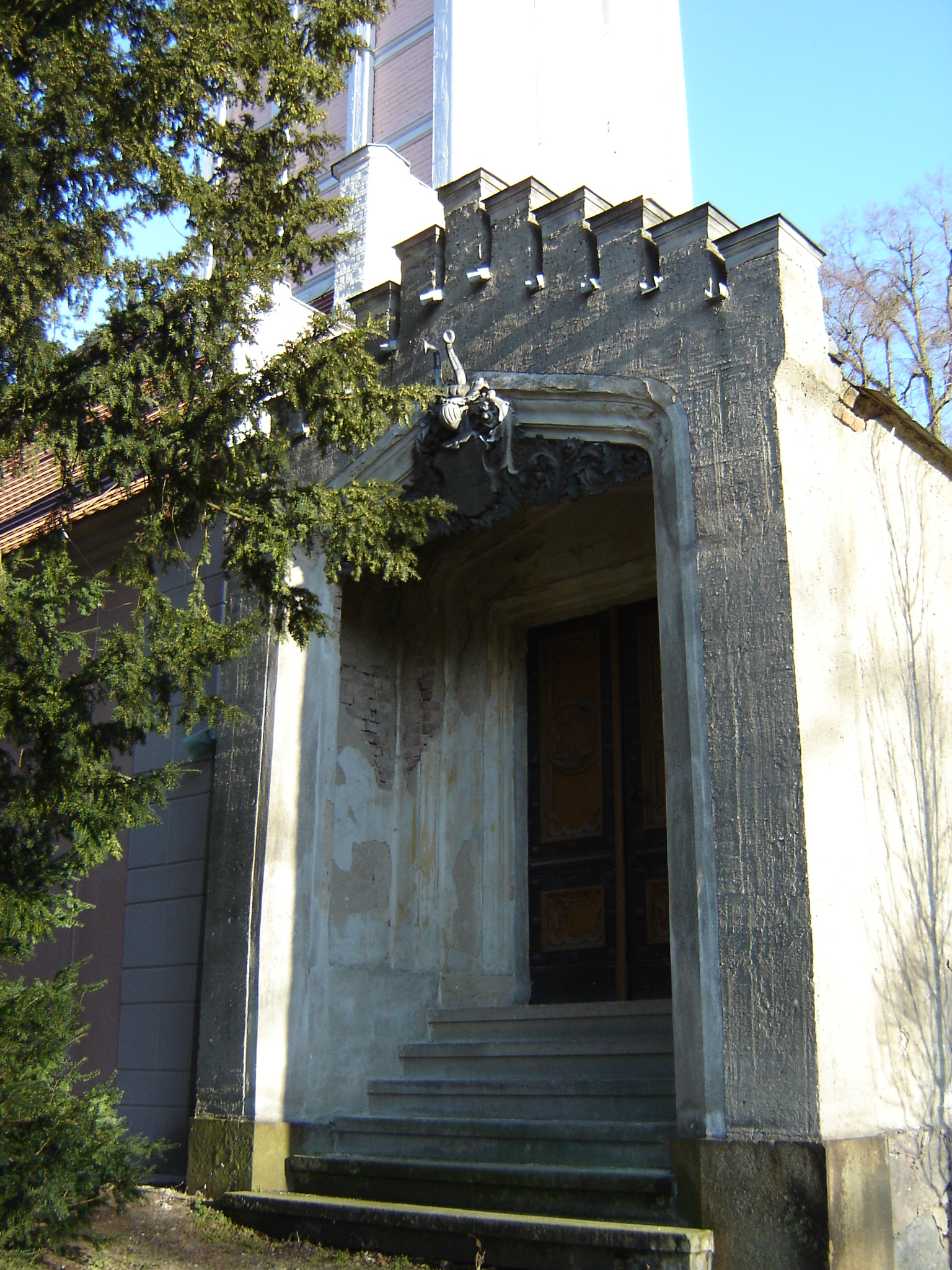
Zachodnia kaplica
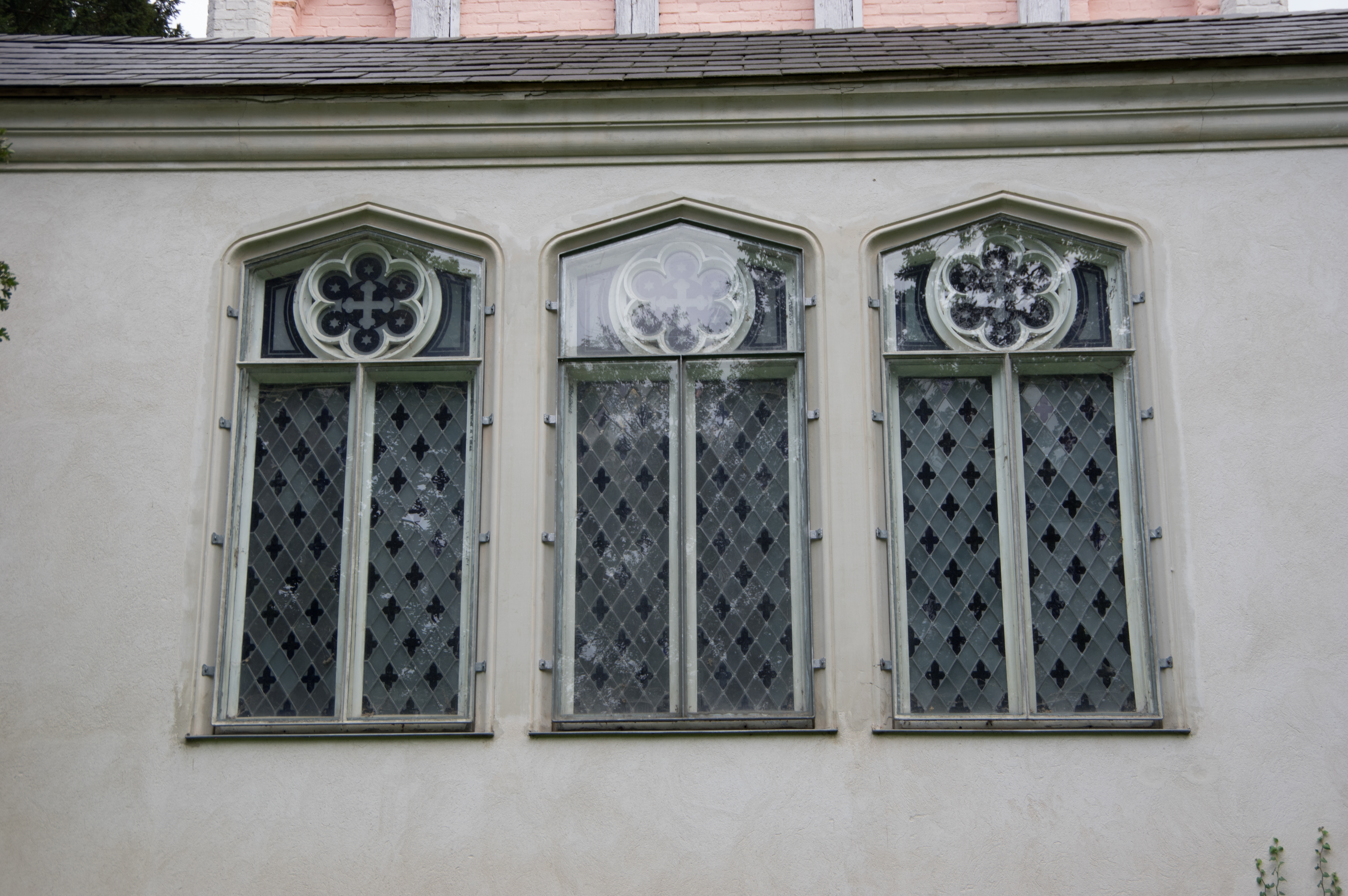
Witraże kaplicy
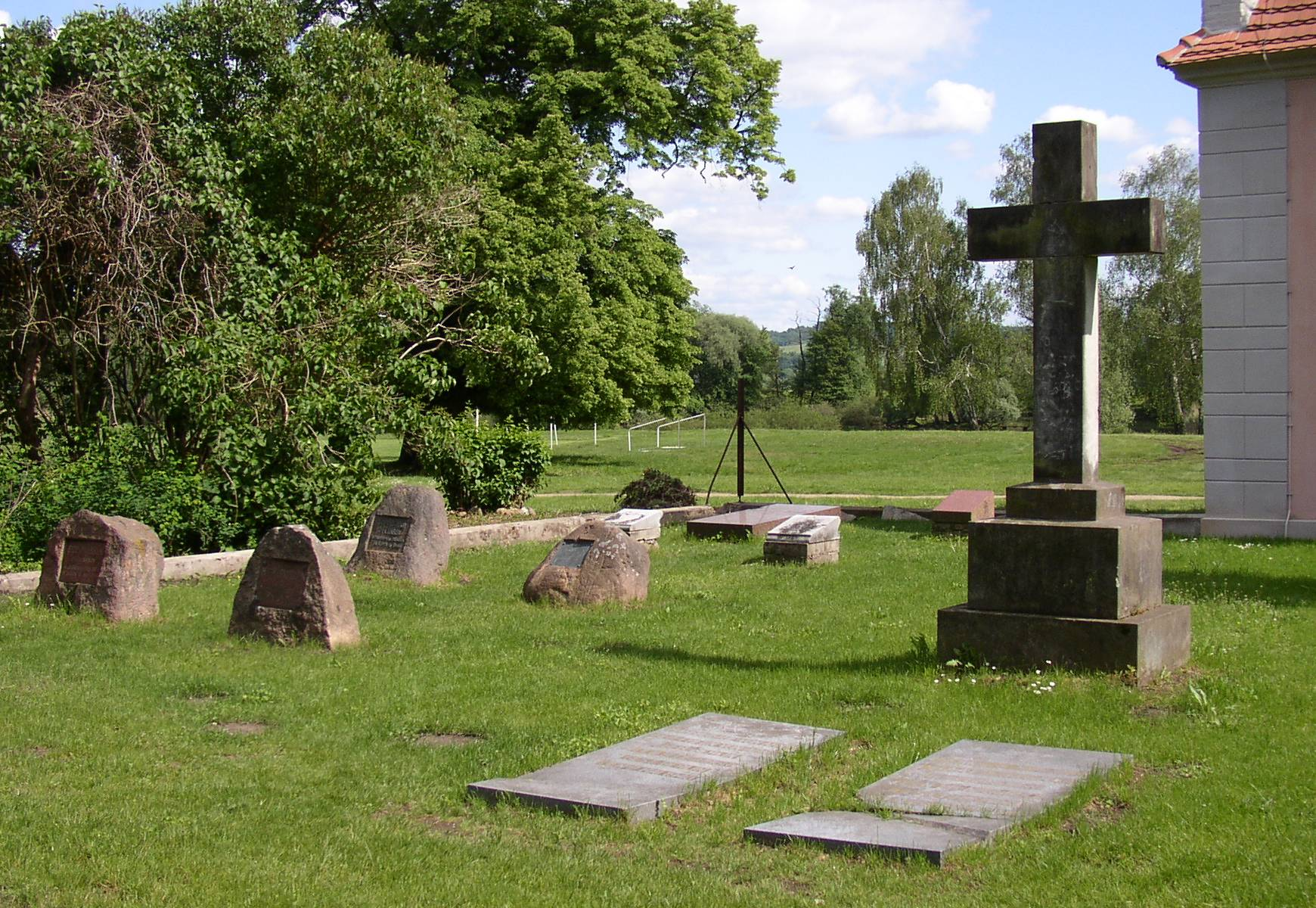
Cmentarz
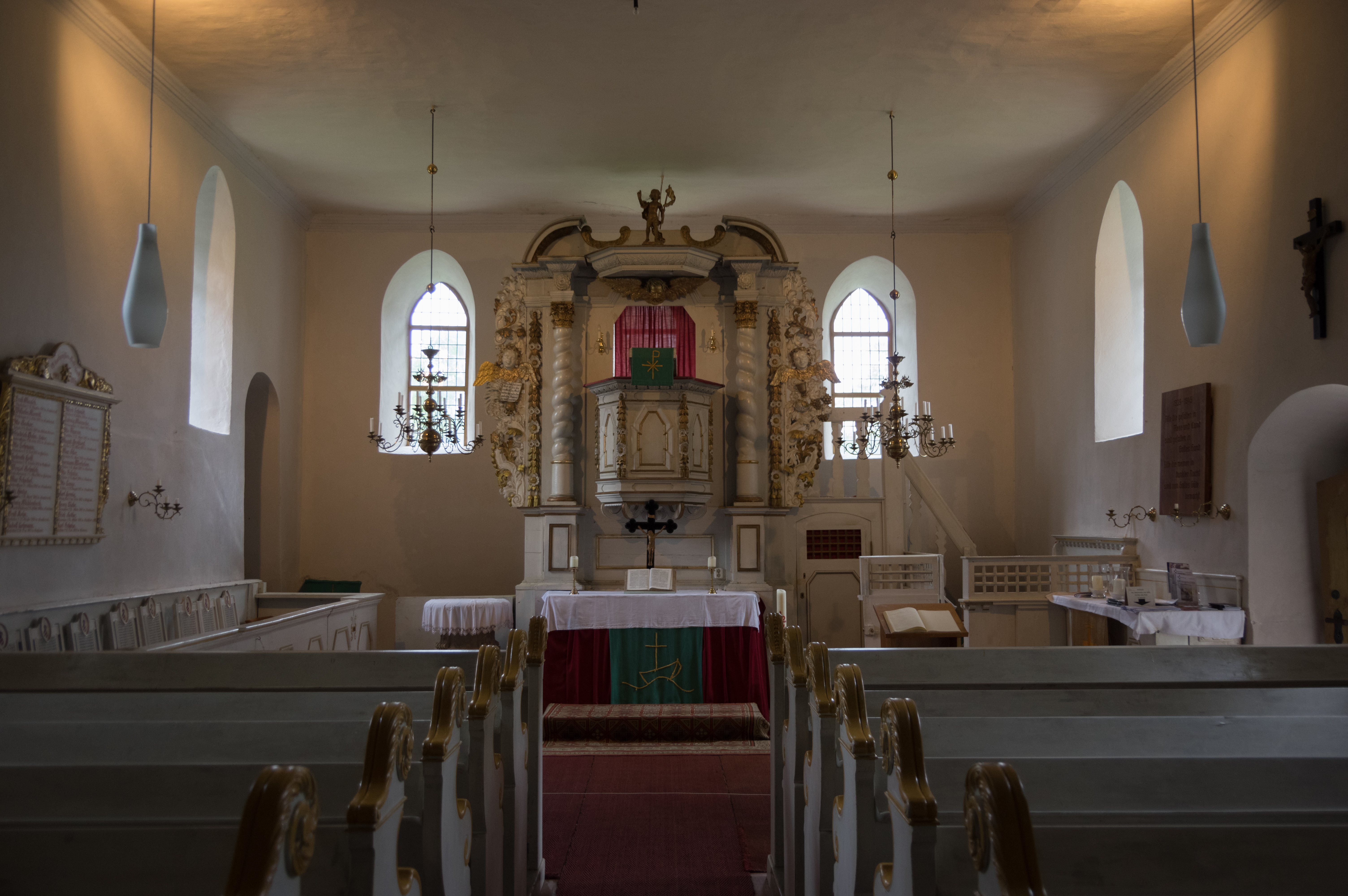
Wnętrze
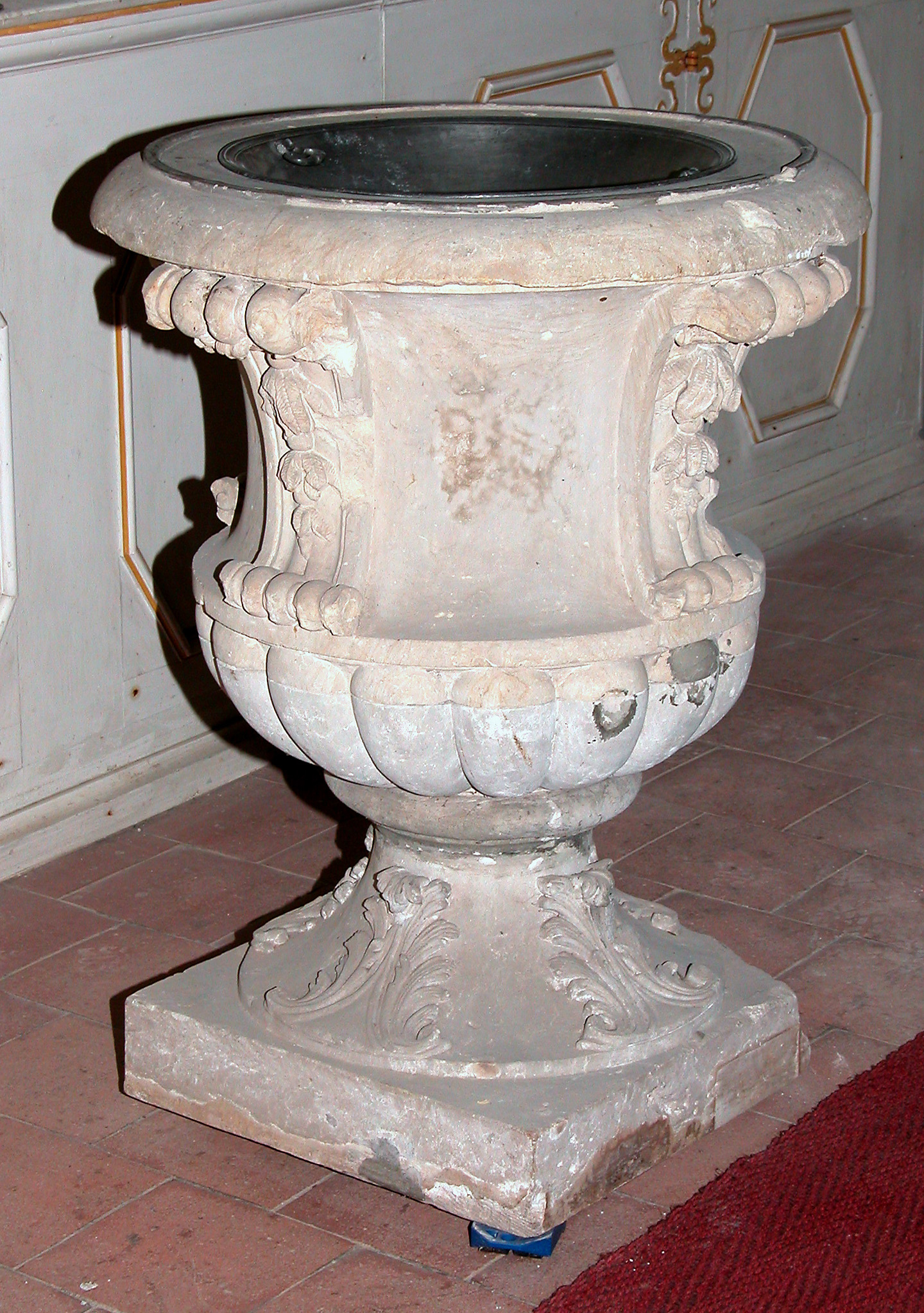
Chrzcielnica
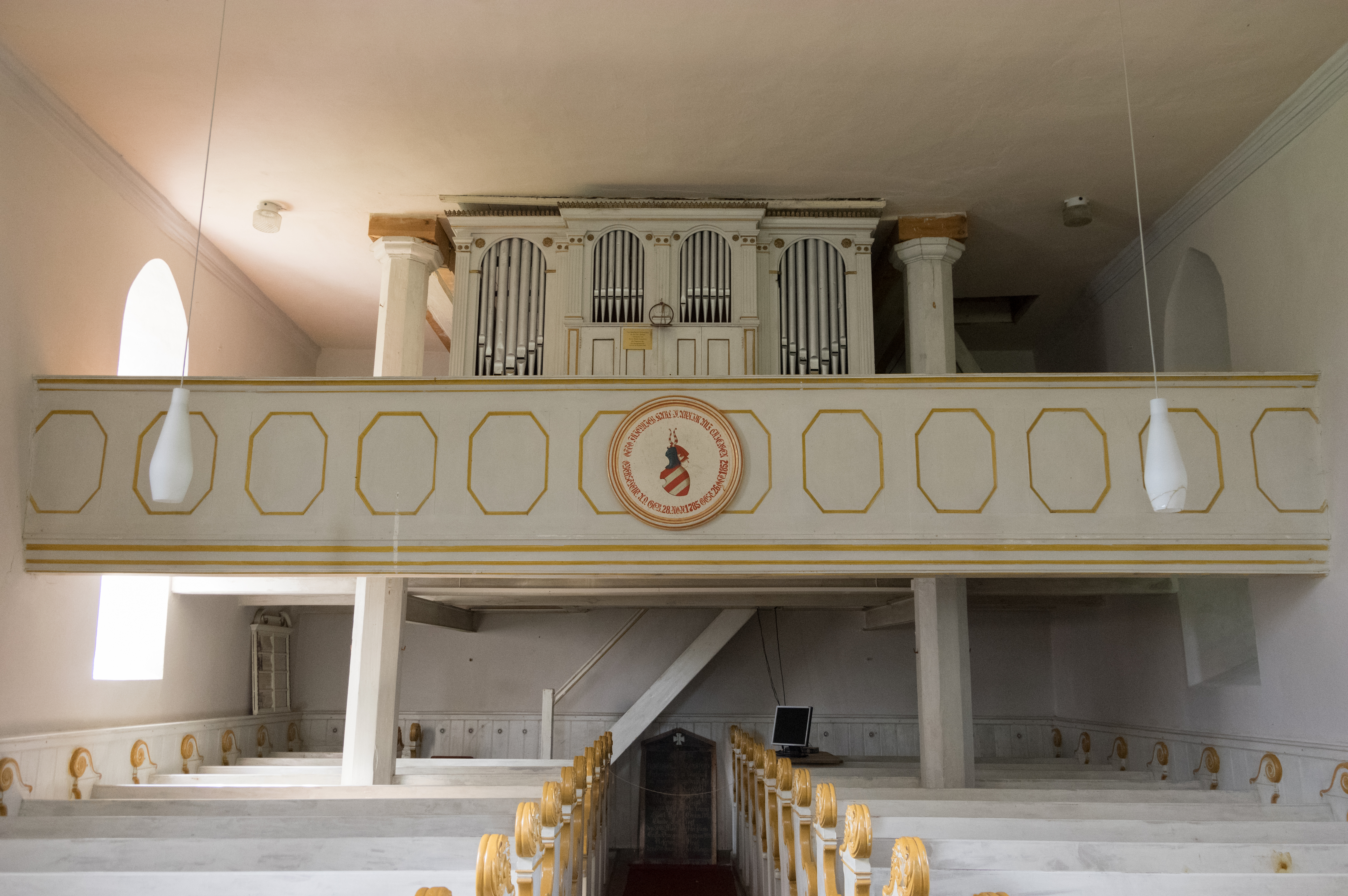
Empora
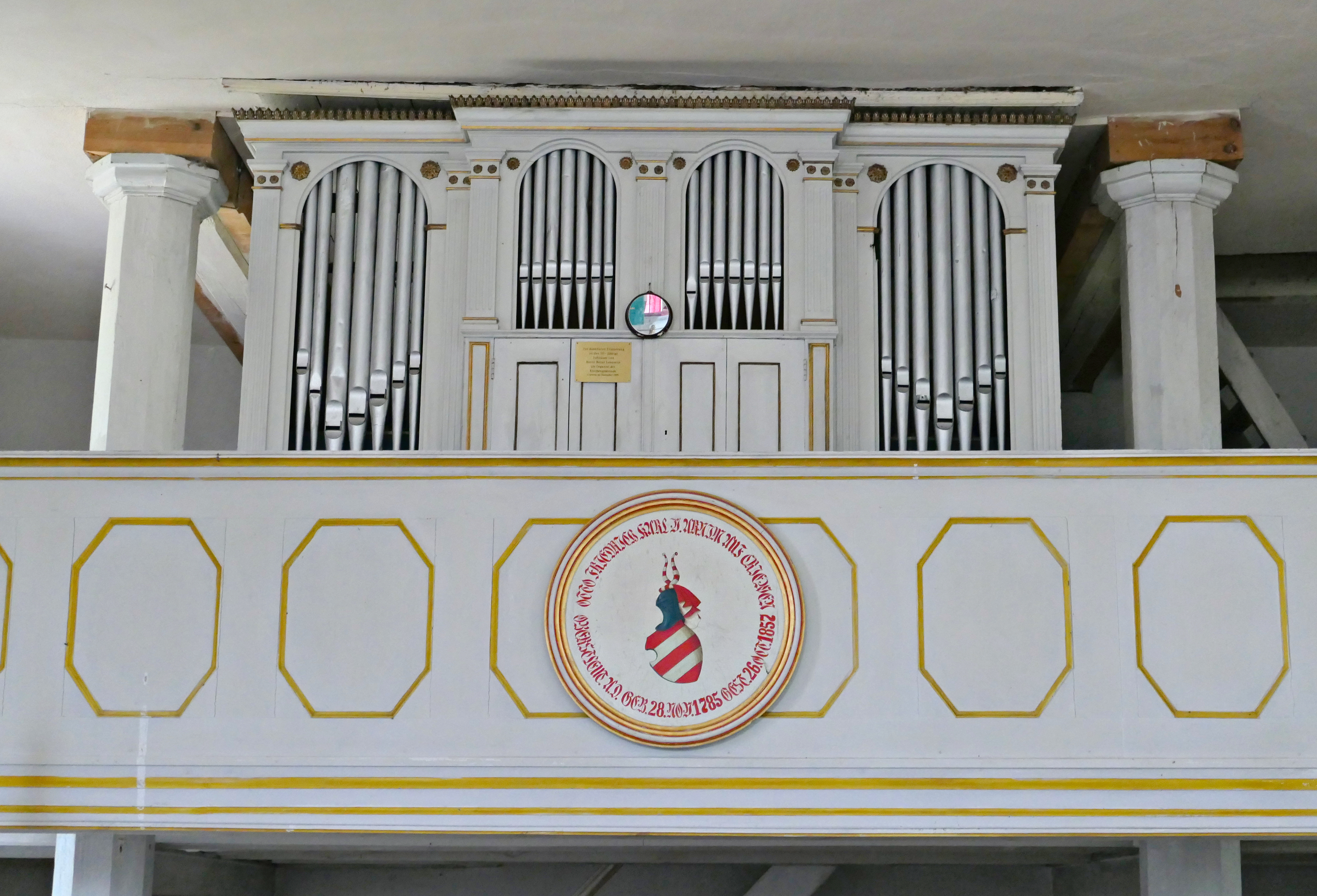
Organy